# Stanovništvo Jugoslavije
Prema zadnjem službenom popisu stanovništva Jugoslavije, 1991., ta je država imala 23.528.230 stanovnika. Prosječna gustoća naseljenosti bila je 92 stanovnika na km2. Kasnije se, iste godine, ponovio taj popis u nekim bivšim republikama koje su stekle neovisnost da bi se utvrdio njihov službeni rezultat. Primjerice, Hrvatska je prema jugoslavenskom popisu tada imala 4.760.344 stanovnikaod kojih je Hrvata bilo 3.708.308 ili 77,9 % stanovništva, da bi prema novoj verziji hrvatske vlada taj broj stanovnika bio zapravo 4.784.265 od kojeg je Hrvata bilo zapravo 3.736.356 ili 78,1 % stanovništva.
Stanovništvo države se neravnomjerno mijenjao: od 1921., kada je imala 12 milijuna, do 1991., kada je imala 23 milijuna stanovnika, broj žitelja Jugoslavije se udvostručio. Ipak, primjerice, u Sloveniji se broj stanovnika u tom razdoblju povećao samo za 80 %, dok se na Kosovu gotovo učetverostručio. Popisi stanovništva provedeni su u Jugoslaviji 1948., 1953., 1961., 1971., 1981. i 1991.

## Nadopunjen popis 1991.
Stanovništvo
- Slovenija - 1.965.986
- Hrvatska - 4.784.265
- BiH - 4.377.033
- Crna Gora - 615.035
- Makedonija - 2.033.964
- Srbija - 9.778.991 (Kosovo 1.956.196, Uža Srbija 5.790.803, Vojvodina 2.031.992)

- Jugoslavija - 23.555.274

### Etnički sastav
- Srbi - 8.546.000 (36,3 %)
- Hrvati - 4.660.000 (19,8 %)
- Muslimani - 2.347.000 (10.0 %)
- Albanci - 2.178.000 (9,2 %)
- Slovenci - 1.761.000 (7,5 %)
- Makedonci - 1.387.000 (5,9 %)
- Ostali - 2.676.000 (11,3 %)

## Popis 1991. po jugoslavenskoj evidenciji
Stanovništvo
- Slovenija - 1.962.606
- Hrvatska - 4.760.344
- BiH - 4.377.033
- Crna Gora - 615.267
- Makedonija - 2.033.964
- Srbija - 9.791.475 (Kosovo 1.954.747, Uža Srbija 5.824.211, Vojvodina 2.012.517)

- Jugoslavija - 23.540.689

### Etnički sastav
- Srbi - 8.527.000 (36,2 %)
- Hrvati - 4.637.000 (19,7 %)
- Muslimani - 2.341.000 (9,9 %)
- Albanci - 2.176.000 (9,2 %)
- Slovenci - 1.753.000 (7,5 %)
- Makedonci - 1.372.000 (5,8 %)
- Crnogorci - 534.000 (2,3 %)
- Mađari - 378.000 (1,6 %)
- Ostali - 1.823.000 (7,8 %)[6][2][7]

## Najveći gradovi od 1931. do 1991. godine
| Naziv grada | 1931.   | 1948.   | 1953.   | 1961.   | 1971.   | 1981.     | 1991.     |
| Beograd     | 288.938 | 397.711 | 477.982 | 657.362 | 899.095 | 1.087.915 | 1.168.454 |
| Zagreb      | 242.063 | 321.483 | 357.629 | 437.905 | 573.709 | 649.586   | 777.826   |
| Skoplje     | 68.880  | 102.604 | 139.211 | 197.341 | 321.980 | 408.143   | 448.020   |
| Sarajevo    | 78.170  | 111.087 | 127.471 | 173.144 | 243.980 | 319.017   | 416.497   |
| Ljubljana   | 59.765  | 104.196 | 124.730 | 149.963 | 194.392 | 224.817   | 267.008   |
| Split       | 35.332  | 53.617  | 64.858  | 85.383  | 129.411 | 169.322   | 189.388   |
| Novi Sad    | 63.985  | 69.431  | 76.752  | 102.649 | 141.375 | 170.020   | 179.626   |
| Niš         | 35.384  | 49.332  | 58.656  | 81.250  | 127.654 | 161.376   | 175.391   |
| Rijeka      | 71.966  | 68.780  | 75.328  | 100.989 | 132.222 | 159.433   | 167.964   |
| Priština    | 14.328  | 19.631  | 24.081  | 38.593  | 69.514  | 108.083   | 161.158   |
| Kragujevac  | 25.587  | 31.412  | 40.612  | 52.792  | 71.049  | 87.764    | 147.305   |
| Banja Luka  | 22.165  | 37.128  | 44.354  | 61.121  | 91.112  | 123.937   | 143.079   |
| Podgorica   | 11.015  | 14.369  | 19.868  | 35.054  | 61.727  | 96.074    | 117.875   |
| Osijek      | 43.354  | 49.810  | 57.427  | 73.125  | 94.672  | 104.775   | 104.761   |
| Maribor     | 33.131  | 62.677  | 70.815  | 82.560  | 96.895  | 106.113   | 103.961   |
| Subotica    | 100.058 | 63.079  | 66.091  | 75.036  | 88.813  | 100.516   | 100.386   |

## Popisi stanovništva po republikama od 1948. do 1981.
| Republike  | 1948.             | 1953.             | 1961.             | 1971.             | 1981.             |
| BiH        | 2.563.767 (16,2%) | 2.847.459 (16,8%) | 3.277.948 (17,6%) | 3.746.111 (18,3%) | 4.124.256 (18,4%) |
| Crna Gora  | 377.189 (2,4%)    | 419.873 (2,5%)    | 471.894 (2,5%)    | 529.604 (2,6%)    | 584.310 (2,6%)    |
| Hrvatska   | 3.779.858 (24%)   | 3.936.022 (23,2%) | 4.159.696 (22,4%) | 4.426.221 (21,6%) | 4.601.469 (20,5%) |
| Makedonija | 1.152.986 (7,3%)  | 1.304.514 (7,7%)  | 1.406.003 (7,6%)  | 1.647.308 (8%)    | 1.909.136 (8,5%)  |
| Slovenija  | 1.439.800 (9,1%)  | 1.504.427 (8,8%)  | 1.591.523 (8,6%)  | 1.727.137 (8,4%)  | 1.891.864 (8,4%)  |
| Srbija     | 6.527.966 (41,4%) | 6.979.154 (41,2%) | 7.642.227 (41,2%) | 8.446.591 (41,2%) | 9.313.676 (41,5%) |
| SFRJ       | 15.841.566 (100%) | 16.991.449 (100%) | 18.549.291 (100%) | 20.522.972 (100%) | 22.424.711 (100%) |

## Etnički sastav od 1948. do 1981.
| Narodnosti | 1948.             | 1953.             | 1961.             | 1971.             | 1981.             |
| Srbi       | 6.547.117 (41,5%) | 7.065.923 (41,7%) | 7.806.152 (42,1%) | 8.143.246 (39,7%) | 8.140.452 (36,3%) |
| Hrvati     | 3.784.353 (24%)   | 3.975.550 (23,5%) | 4.293.809 (23,1%) | 4.526.782 (22,1%) | 4.428.005 (19,7%) |
| Muslimani  | 808.921 (5.1%)    | 998.698 (5.9%)    | 972.940 (5.2%)    | 1.729.932 (8.4%)  | 1.999.957 (8.9%)  |
| Slovenci   | 1.415.432 (9%)    | 1.487.100 (8.8%)  | 1.589.211 (8.6%)  | 1.678.032 (8.2%)  | 1.753.554 (7.8%)  |
| Albanci    | 750.431 (4.8%)    | 754.245 (4.5%)    | 914.733 (4.9%)    | 1.309.523 (6.4%)  | 1.730.364 (7.7%)  |
| Makedonci  | 810.126 (5.1%)    | 893.247 (5.3%)    | 1.045.513 (5.6%)  | 1.194.784 (5.8%)  | 1.339.729 (6%)    |
| SFRJ       | 15.772.098 (100%) | 16.936.573 (100%) | 18.549.291 (100%) | 20.522.972 (100%) | 22.424.711 (100%) |

## Popis 1921.
U popisu iz 1921. ukupno je bilo 11.984.911 stanovnika, dok je sastav stanovništva bio podjeljen prvo po jezičnoj pripadnosti, a poslije po nacionalnosti:
- Srpsko-hrvatski 8.911.509 (74,36%) 
  - Srbi - 44,57%
  - Hrvati - 23,5 %
  - Muslimani - 6,29%

- Slovenci: 1.019.997 (8,51%)
- Nijemci: 505.790 (4,22%)
- Mađari: 467.658 (3,9%)
- Albanci: 439.657 (3,67%)
- Rumunji: 231.068 (1,93%)
- Turci: 150.322 (1,26%)
- Česi: 115.532 (0,96%)
- Rusini: 25.615 (0,21%)
- Rusi: 20.568 (0,17%)
- Poljaci: 14.764 (0,12%)
- Talijani: 12.553 (0,11%)
- Ostali: 69.878 (0,58%)

## Broj ljudi po domaćinstvima u SFRJ od 1948. do 1991.
| Prosječan broj članova | 1948. | 1953. | 1961. | 1971. | 1981. |
| BiH                    | 5,15  | 5,04  | 4,64  | 4,41  | 4,00  |
| Crna Gora              | 4,51  | 4,56  | 4,43  | 4,34  | 4,09  |
| Hrvatska               | 4,94  | 3,81  | 3,56  | 3,43  | 3,23  |
| Makedonija             | 5.27  | 5.30  | 5.02  | 4.68  | 4.39  |
| Slovenija              | 3.78  | 3.66  | 3.47  | 3.35  | 3.18  |
| Srbija                 | 4.39  | 4.32  | 3.96  | 3.76  | 3.63  |
| SFRJ                   | 4.37  | 4.29  | 3.99  | 3.82  | 3.62  |

## Broj Srba i njihov udio po republikama od 1948. do 1991.
| Republike  | 1948.             | 1953.             | 1961.             | 1971.             | 1981.             | 1991.             |
| BiH        | 1.136.116 (44.3%) | 1.264.372 (44.4%) | 1.406.057 (42.9%) | 1.393.148 (37.2%) | 1.320.644 (32.0%) | 1.369.258 (31.4%) |
| Crna Gora  | 6.707 (1.8%)      | 13.864 (3.3%)     | 14.087 (3.0%)     | 39.512 (7.5%)     | 19.407 (3.3%)     | 57.176 (9.3%)     |
| Hrvatska   | 543.795 (14.5%)   | 588.411 (15.0%)   | 624.985 (15.0%)   | 626.789 (14.2%)   | 531.502 (11.5%)   | 580.762 (12.2%)   |
| Makedonija | 29.721 (2.6%)     | 35.112 (2.7%)     | 42.728 (3.0%)     | 46.465 (2.8%)     | 44.182 (2.3%)     | 44.159 (2.1)      |
| Slovenija  | 7.048(0.5%)       | 11.225(0.8%)      | 13.609(0.9%)      | 20.251(1.2%)      | 42.182(2.2%)      | 47.097(2.4)       |
| Srbija     | 4.823.730(73.8%)  | 5.152.939(73.8%)  | 5.704.686(74.6%)  | 6.016.811(71.2%)  | 6.182.159(66.4%)  | 6.428.420(65.8%)  |
| Uža Srbija | 3.810.573(92.1%)  | 4.088.724(91.7%)  | 4.459.953(92.5%)  | 4.699.415(89.5%)  | 4.865.283(85.4%)  | 5.081.766(87.3%)  |
| Vojvodina  | 841.246(50.6%)    | 874.346(51.1%)    | 1.017.717(54.9%)  | 1.089.132(55.8%)  | 1.107.378(54.4%)  | 1.151.353(57.3%)  |
| Kosovo     | 171.911(23.6%)    | 189.869(23.5%)    | 227.016(23.5%)    | 228.264(18.4%)    | 209.498(13.2%)    | 195.301(10.0%)    |
| SFRJ       | 6.547.117(41.5%)  | 7.065.923(41.7%)  | 7.806.152(42.1%)  | 8.143.246(39.7%)  | 8.140.507(36.3%)  | 8.526.872(36.2%)  |

## Broj Hrvata i njihov udio u republikama od 1948. do 1991.
| Bivše republike        | 1948.     | 1948.  | 1953.     | 1953.  | 1961.     | 1961.  | 1971.     | 1971.  | 1981.     | 1981.  | 1991.         | 1991.  |
| ---------------------- | --------- | ------ | --------- | ------ | --------- | ------ | --------- | ------ | --------- | ------ | ------------- | ------ |
| SR Bosna i Hercegovina | 614.123   | 23,9 % | 654.229   | 23,0 % | 711.665   | 21,7 % | 772.491   | 20,6 % | 758.140   | 18,4 % | 755.895       | 17,3 % |
| SR Crna Gora           | 6.808     | 1,8 %  | 9.814     | 2,3 %  | 10.664    | 2,3 %  | 9.192     | 1,7 %  | 6.904     | 1,2 %  | 6.249         | 1 %    |
| SR Hrvatska            | 2.975.399 | 78,7 % | 3.128.661 | 79,5 % | 3.339.890 | 80,3 % | 3.513.647 | 79,4 % | 3.454.356 | 75,1 % | 3.736.356     | 78,1 % |
| SR Makedonija          | 2.060     | 0,2 %  | 2.710     | 0,2 %  | 3.750     | 0,3 %  | 3.882     | 0,2 %  | 3.307     | 0,2 %  | 2.248 (1994.) | 0,1 %  |
| SR Slovenija           | 16.069    | 1,1 %  | 17.978    | 1,2 %  | 31.429    | 2,0 %  | 42.657    | 2,5 %  | 55.625    | 2,9 %  | 54.212        | 2,8 %  |
| SR Srbija              | 169.894   | 2,6 %  | 162.158   | 2,3 %  | 196.411   | 2,6 %  | 184.913   | 2,2 %  | 149.368   | 1,6 %  | 105.406       | 1,1 %  |
| SFRJ                   | 3.784.353 | 24,0 % | 3.975.550 | 23,5 % | 4.293.809 | 23,1 % | 4.526.782 | 22,1 % | 4.428.005 | 19,7 % | 4.660.366     | 19,8 % |

## Promjene
Stanovništvo Jugoslavije jako se neravnomjerno mijenjalo, a bilo je i složene etničke strukture bez ijednog većinskog naroda (Srbi su bili najbrojniji narod, ali bez apsolutne većine. Najveći udio u Jugoslaviji su imali 1961., kada ih je bilo 42.1 %). Najviše se promijenio udio Albanaca, čiji se broj skoro utrostručio za samo 43 godine, tako da ih je 1948. bilo samo 750.431, da bi ih 1991. bilo više od 2,17 milijuna: u Makedoniji ih je bilo 441.987, Hrvatskoj 12.012, Crnoj Gori 40.415, Sloveniji 3.534, a u BiH 4.922. Albanci su 1991. bojkotirali popis stanovništva na Kosovu, tako da je njihov točan broj na području bivše Jugoslavije sporan, no postoje procjene da ih je tada u cijeloj Srbiji bilo 1.674.353 čime ih je u bivšoj Jugoslaviji 1991. bilo 2.177.223. Skladno s time, pokrajina u kojoj je bilo najviše Albanaca, Kosovo, je imalo najveći natalitet populacije u cijeloj Europi, preko 20 promila. 
Najmanje povećanje stanovnika po republikama u te 43 godine zabilježen je u Sloveniji i Hrvatskoj, koji je iznosio samo 4, odnosno 3 % u razdoblju od 1981. do 1991. godine. U te 43 godine njihov broj stanovnika povećao se za 26 % (Hrvatska), odnosno 35 % (Slovenija), a na Kosovu za čak 166 %. U zadnjih par godine primijećen je trend smanjivanja nataliteta kod većine naroda - pa i Albanaca - tako da je, primjerice, broj Srba čak i smanjen 2002. na području uže Srbije (1991. ih je bilo 5.108.683, a 2002. samo još 4.891.031 ). Od 1921., kada je imala 12 milijuna, do 1991., kada je imala 23 milijuna stanovnika, broj žitelja Jugoslavije se udvostručio.
1981. najveći gradovi su bili Beograd (1.087.915 stanovnika), Zagreb (648.586 stanovnika), Skopje (479.017 stanovnika), Sarajevo (408.143 stanovnika), i Ljubljana (224.817 stanovnika).
Od 22,4 milijuna stanovnika, Srpskohrvatski jezik je govorilo 16.342.885 stanovnika ili 72,9 % stanovništva, Slovenski 1.761.393 stanovnika ili 7,9 %, Albanski 1.756.663 stanovnika ili 7,8 %, Makedonski 1.373.956 stanovnika ili 6,1 % a ostalih 5,3 % je govorilo drugim jezicima. Nepismenih je 1953. bilo 25,4 %, 1971. 15.1 % da bi 1981. taj udio smanjen na 9,5 %. Najveći udio nepismenih 1981. imali su Kosovo sa 17,6 % i Bosna s 14,5 % stanovništva.

### Nakon raspada SFRJ
Nakon raspada SFRJ i rata, broj stanovnika na području bivše Jugoslavije se smanjio, što zbog velikog broja mrtvih, što zbog emigracije u druge zemlje. Tako se procjenjuje da se na teritoriju te bivše države 2002. nalazilo samo oko 22,3 do 23 milijuna stanovnika, što je smanjenje za 2 do 6 % (u usporedbi s 23,5 milijuna prije 10 godina): Srbija (bez Kosova) je imala 7.498.001 stanovnika, Hrvatska 4.437.460, Slovenija 1.964.036, Makedonija 2.022.547, Crna Gora 620.145 dok popis za BiH i Kosovo nije obavljen. 
Procjene o broju stanovnika BiH 2001. su različite. Prema stranici GeoHive, Federacija Bosne i Hercegovine je 2001. imala 2.312.397 stanovnika, distrikt Brčko 43.516 a Republika Srpska 1.447.477, što je sveukupno 3.803.390 žitelja. Nationsencyclopedia procjenuje, uz opasku da se može raditi o značajnoj pogrešci, da je cijela BiH u srpnju 2001. imala 3.922.205 stanovnika. CIA World Fact Book  je također procijenila da je BiH imala tada 3.922.205 stanovnika. S druge strane, International Atomic Energy Agency citira da su Svjetska banka i Međunarodna Energetska Agencija procijenile da je BiH tada imala oko 4,06 milijuna stanovnika, zasnovano po kompilaciji podataka o potrošnji energije te države.
BBC procjenjuje da je Kosovo 2001. imalo oko 2,0 do 2,2 milijuna stanovnika. S druge strane, OSCE daje procjenu da je tada Kosovo imalo čak 2,4 milijuna žitelja.
Ako bi se uzele najniže procjene o stanovništvu BiH i Kosovu - 3,8 milijuna i 2,0 milijuna stanovnika - na području bivše Jugoslavije se 2001. nalazilo oko 22.345.000 stanovnika. Ako bi se uzele najviše procjene - 4,06 milijuna i 2,4 milijuna - ukupan broj stanovnika je bio oko 23.000.000.

## Vanjske poveznice
- Stanovništvo Slovenije  Arhivirana inačica izvorne stranice od 26. rujna 2007. (Wayback Machine)
- Stanovništvo Srbije 1991.
- Stanovništvo Makedonije 1991.
- Stanovništvo Hrvatske  Arhivirana inačica izvorne stranice od 5. veljače 2009. (Wayback Machine) Engleski jezik
- Promjena populacije u Crnoj Gori od 1909. do 2003.
- Promjena populacije u BiH od 1948. do 1991.  Arhivirana inačica izvorne stranice od 11. ožujka 2008. (Wayback Machine)